# جان هیلبارد
جان هیلبرت لارسن (دانمارکی: John Hilbert Larsen؛ ‏ ۱۴ مه ۱۹۲۳–۱۰ مارس ۲۰۰۱) با نام هنری جان هیلبارد (انگلیسی: John Hilbard) فیلم‌نامه‌نویس، کارگردان، تدوین‌گر و تهیه‌کننده اهل دانمارک بود.

## گزیدهٔ فیلم‌شناسی
- ملوانان کنار تخت (۱۹۷۶)
- بیا کنار تخت من (۱۹۷۵)
- دندان‌پزشک کنار تخت (۱۹۷۱)
- مازورکای کنار تخت (۱۹۷۰)